# James Jett
James Sherman Jett (Charleston (West Virginia), 28 december 1970) is een Amerikaanse voormalige atleet.

## Biografie
Jett liep de series van de 4 × 100 m estafette op de Olympische Zomerspelen 1992. Zijn ploeggenoten liepen in de finale naar het goud in een wereldrecord van 37,40 s.

## Titels
- Olympisch kampioen 4 x 100 m - 1992

## Persoonlijke records
| Onderdeel | Prestatie | Jaar         |
| --------- | --------- | ------------ |
| 100 m     | 10,16 s   | 05 juni 1992 |

## Palmares

### 4 x 100 m
- 1996:  OS - 38,95 s (series)

- World Athletics: 14357221